# IC 2739
IC 2739 је елиптична галаксија у сазвјежђу Лав која се налази на листи објеката дубоког неба у Индекс каталогу.
Деклинација објекта је + 11° 54' 52" а ректасцензија 11h 21m 12,4s. Привидна величина (магнитуда) објекта IC 2739 износи 15,5 а фотографска магнитуда 16,5.